# В'єска-над-Блгом
В'єска-над-Блгом (словац. Vieska nad Blhom, угор. Balogújfalu) — село, громада в окрузі Рімавска Собота, Банськобистрицький край, Словаччина. Кадастрова площа громади — 4,83 км². Населення — 161 особа (за оцінкою на 31 грудня 2017 р.).
Перша згадка 1427 року як Wyfalu. З 1920-го має назву Vieska, з 1927-го — Vieska nad Blhom.
У 1938—1944 рр у складі Угорщини.

## Географія
Село розташоване на Рімавскій котловині в долині річки Блг. Висота над рівнем моря від 170 до 272 м.

## Населення
| Рік:            | 1994. | 2004.    | 2014.    | 2024.   |
| --------------- | ----- | -------- | -------- | ------- |
| Кількість осіб: | 176   | 152      | 181      | 172     |
| Різниця:        |       | -13,63 % | +19,07 % | -4,97 % |

| Рік:            | 2023. | 2024.   |
| --------------- | ----- | ------- |
| Кількість осіб: | 173   | 172     |
| Різниця:        |       | -0,57 % |

## Транспорт
Автошлях 2798 (Cesty III. triedy) Bátka (I/16) — Rimavská Seč (II/571).